# Paradoxornis tridactyle
Paradoxornis paradoxus
Espèce
Synonymes
- Cholornis paradoxa J. Verreaux, 1870[1]

Statut de conservation UICN

 LC  : Préoccupation mineure
Le Paradoxornis tridactyle (Paradoxornis paradoxus) est une espèce d'oiseaux de la famille des Paradoxornithidae.
Son aire s'étend à travers les montagnes du centre de la Chine.

## Liste des sous-espèces
Selon BioLib (22 août 2020) :
- sous-espèce P. paradoxus paradoxus J. P. Verreaux, 1871
- sous-espèce P. paradoxus taipaiensis (Cheng Tsohsin & al., 1973)